# Heidelberger Künstlerinnenpreis
Der Heidelberger Künstlerinnenpreis ist ein Kulturpreis des Landes Baden-Württemberg. Er ist weltweit der einzige Preis, der ausschließlich an Komponistinnen vergeben wird.
1987 von Roswitha Sperber auf Anregung der Landesregierung gegründet, wird der Preis seit 2007 als städtischer Musikpreis von der Stadt Heidelberg verliehen und vom Theater und Orchester Heidelberg ausgerichtet, das jeweils ein Orchesterwerk der Preisträgerin im Rahmen eines Philharmonischen Konzertes zur Aufführung bringt. Der Deutschlandfunk als langjähriger Medienpartner zeichnet das Konzert der Preisträgerinnen auf und sendet es bundesweit zeitversetzt, gemeinsam mit einem Feature über die ausgezeichnete Komponistin.

## Heidelberger Künstlerinnenpreis
Von 1987 bis 2002 war der Heidelberger Künstlerinnenpreis ein Preis des "Kulturinstitut Komponistinnen gestern-heute Heidelberg e.V." mit dem angeschlossenen "Heidelberger Festival Ensemble für Neue Musik". 2000 stellte die Stadt Heidelberg die Finanzierung des Preises ein, so dass das Preisgeld privat aufgebracht werden musste. So stiftete 2002 die Preisgründerin persönlich das Preisgeld. Für die Zukunftssicherung des Preises suchte Roswitha Sperber dann neue Wege, die sie schließlich zur Kulturstiftung Rhein-Necker Kreis führten, in deren Kuratorium sie Mitglied war, ebenso wie Regierungspräsidentin Gerlinde Hämmerle. 2003 und 2005 wurde der Preis dann von der Kulturstiftung Rhein-Neckar-Kreis mit dem Namenszusatz "Rhein-Neckar" finanziert und vergeben. Da in der Kulturstiftung jedoch kein wirkliches Interesse für zeitgenössische Musik vorhanden war, sah die Preisgründerin im historisch ausgerichteten Umfeld keine Zukunft für den Preis. So brachte sie 2007 den Heidelberger Künstlerinnenpreis nach erfolgreichen Gesprächen mit Oberbürgermeister Eckart Würzner in die Geburtsstadt des Preises, nach Heidelberg zurück. Mit diesem Schritt wurde der Künstlerinnenpreis, nun mit städtischer Satzung zum Musikpreis der Stadt Heidelberg. Gleichzeitig erklärten sich Intendant Peter Spuhler und GMD Cornelius Meister bereit, das Konzert für die Preisträgerinnen vom Philharmonischen Orchester der Stadt Heidelberg im Rahmen der Abonnementkonzerte des Orchesters durchzuführen. Dafür erhielt Peter Spuhler zu seinem Abschied 2011 die Preisskulptur in Eisen als Sonderpreis der Preisgründerin. 

## Entstehungs- und Entwicklungsgeschichte
1986 gründete die Sängerin Roswitha Sperber zusammen mit der Komponistin Violeta Dinescu und dem Wirtschaftswissenschaftler Kurt Bruch sowie weiteren an dem Thema Interessierten zur Förderung und Bekanntmachung der Komponistinnen und ihrer Werke das selbstständige Kulturinstitut Komponistinnen gestern-heute Heidelberg e.V. Die Initiative entstand durch das Bedürfnis, die bislang vernachlässigten Werke von Komponistinnen aufzuführen und somit in den Musikbetrieb einzuführen. Gemäß Präambel der Vereinssatzung arbeitet das Institut für die Förderung und Bekanntmachung der Komponistinnen und ihrer Werke. Sitz des Vereins war das Schlosshotel Molkenkur über Heidelberg mit Tagungsräumen und Konzertsaal samt Bösendorferflügel. Dem Festival Komponistinnen heute, später auch genannt GegenWelten Festival, war das Heidelberger Festival Ensemble angeschlossen, damals das einzige vom Deutschen Musikrat kontinuierlich geförderte Solistenensemble für zeitgenössische Musik. Die Geschäftsstelle zog später in Räume des städtischen Amts für Frauenfragen in der Altstadt Heidelberg, Theaterstrasse 11. Das GegenWelten Festival war damals das einzige vom Land Baden-Württemberg geförderte Festival in Heidelberg und das einzige vom Land Baden-Württemberg geförderte Festival für zeitgenössische Musik in Nordbaden.
Der Musikwissenschaftler Detlef Gojowy, Mitarbeiter des WDR und in dessen Nachfolgerin Nanny Drechsler von der Musikhochschule Karlsruhe, die schon früh in der Genderforschung aktiv war, wurden in den Vorstand des Vereins berufen. Vorsitzende und künstlerische Leiterin war Roswitha Sperber, Finanzvorstand waren Kurt Bruch und in dessen Nachfolge der Jurist Hans Jürgen Heinrich. Im Kuratorium vertreten waren neben dem Vorstand der Kulturbürgermeister der Stadt Heidelberg Jürgen Beß und Ludwig Finscher, Direktor des Musikwissenschaftlichen Seminars der Universität Heidelberg. Nach Finschers Emeritierung nahm Silke Leopold seinen Platz ein. Dorothea Redepenning war im wissenschaftlichen Beirat.
Zusammenarbeiten entwickelten sich insbesondere mit dem Kantorat der Heiliggeistkirche Heidelberg unter Kirchenmusikdirektor Peter Schumann. Punktuell entstand auch eine Kooperation mit dem Theater und Orchester Heidelberg sowie organisatorisch mit dem Heidelberger Kunstverein.

## Finanzierung und Preise
Das Unternehmen erhielt nach anfänglicher Projektförderung bei der Stadt Heidelberg 1991 eine feste Haushaltsstelle und vom Ministerium für Wissenschaft, Forschung und Kunst Baden-Württemberg (MWFK) anteilig entsprechende finanzielle Zuschüsse sowie projektgebundene Mittel vom Auswärtigen Amt. Vom MWFK erhielt das Heidelberger Festival Ensemble über die Jahre ca. 100.000 Euro für Kompositionsaufträge und das Kulturinstitut e. V. einmalig 5.000 DM vom Ministerium für Soziales, Gesundheit und Integration Baden-Württemberg. Mit diesen 5.000 DM gründete 1987 Roswitha Sperber zusammen mit dem Festival und dem Festival Ensemble den Heidelberger Künstlerinnenpreis. Für die zweite Preisvergabe 1990 konnte Roswitha Sperber das Bundesministerium für Familie und Jugend gewinnen, ab dem dritten Preis bis zum Jahr 2000 die Stadt Heidelberg unter Oberbürgermeisterin Beate Weber-Schuerholz. 2002 spendete Roswitha Sperber persönlich das Preisgeld, die Preisurkunde übergab 2002 Regierungspräsidentin Gerlinde Hämmerle. 2003 und 2005 übernahm die Kulturstiftung Rhein-Neckar-Kreis die Preisvergabe und die Finanzierung und ab 2007 wieder die Stadt Heidelberg mit vom Gemeinderat genehmigter städtischer Satzung.'
Der Preis bestand aus dem Preisgeld in der Höhe von 5.000 Euro und in einem Konzert mit Werken der Preisträgerin, nach Möglichkeit mit der Uraufführung eines Kompositionsauftrags durch das Heidelberger Festival Ensemble für zeitgenössische Musik mit Übergabe der Preisurkunde mit anschließendem Empfang der Stadt Heidelberg. 2024 wurde das Preisgeld vom Gemeinderat auf 10.000 Euro verdoppelt. Unterstützt vom Intendanten Peter Spuhler und dem GMD Cornelius Meister spielt seit 2007 das Philharmonische Orchester der Stadt Heidelberg im Rahmen eines der Philharmonischen Konzerte das Konzert für die Preisträgerin. Die Konzerte wurden von Anfang an vom Rundfunk aufgezeichnet, zu Beginn 1987 vom Süddeutschen Rundfunk, danach vom SWR und ab 2002 bis heute vom Deutschlandfunk unter der Redaktion Frank Kämpfer.
Die Preisträgerinnen wurden von 1987 bis 2002 vom Kuratorium des Kulturinstituts bestimmt, 2003 und 2005 vom Kuratorium der Kulturstiftung Rhein-Neckar-Kreis und seit 2007 von einer Jury, deren Mitglieder laut städtischer Satzung vom Oberbürgermeister der Stadt Heidelberg berufen werden und deren Vorsitzender er ist. Intendant und Generalmusikdirektor sind kraft Amtes Mitglieder der Jury.
Die Preisskulptur aus Bronze „Ewige Sehnsucht nach Vollkommenheit“ aus der Serie „Gebrochenes Ganzes“ ist ein Werk des Heidelberger Bildhauers Günter Braun und wurde von Roswitha Sperber gestiftet.
2011 erhielt Peter Spuhler mit der Skulptur des Bildhauers Günter Braun den Sonderpreis der Preisgründerin.

## Preisträgerinnen
- 1987: Myriam Marbe, Rumänien
- 1990: Adriana Hölszky, Deutschland/Rumänien
- 1991: Sofia Gubaidulina, Russland/Deutschland
- 1992: Galina Ustwolskaja, Russland
- 1993: Ivana Loudová, Tschechien
- 1994: Ruth Schonthal, USA/Deutschland
- 1995: Younghi Pagh-Paan, Deutschland/Südkorea
- 1996: Ruth Zechlin, Deutschland
- 1997: Babette Koblenz, Deutschland
- 1998: Annette Schlünz, Deutschland
- 1999: Christina Kubisch, Deutschland
- 2000: Elzbieta Sikora, Polen/Frankreich
- 2002: Olga Magidenko, Deutschland/Russland
- 2003: Carolyn Breuer, Deutschland
- 2005: Roswitha Sperber, Deutschland
- 2007: Unsuk Chin, Südkorea/Deutschland
- 2008: Olga Neuwirth, Österreich
- 2009: Kaija Saariaho, Finnland/Frankreich
- 2010: Misato Mochizuki, Japan
- 2011: Isabel Mundry, Deutschland
- 2012: Jamilia Jazylbekova, Kasachstan
- 2013: Maria Panayotova, Bulgarien
- 2014: Lucia Ronchetti, Italien
- 2015: Iris ter Schiphorst, Deutschland
- 2016: Chaya Czernowin, Israel
- 2017: Ying Wang, China/Deutschland[12]
- 2018: Zeynep Gedizlioğlu, Deutschland/Türkei
- 2019: Elena Mendoza, Spanien
- 2020: Bettina Skrzypczak, Polen/Schweiz[13]
- 2021: Karola Obermüller, Deutschland/USA[14]
- 2022: Lisa Streich, Schweden
- 2023: Farzia Fallah, Iran/Deutschland[15]
- 2024: Kathrin A. Denner, Deutschland[16]
- 2025: Sarah Nemtsov, Deutschland[17]